# Luz Teimosa
Luz Teimosa (Portugiesisch für: Eigensinniges Licht) ist ein Dokumentarfilm des portugiesischen Regisseurs Luís Alves de Matos aus dem Jahr 2010. Er porträtiert den surrealistischen Künstler Fernando Lemos (1926–2019).

## Inhalt
Der Film besucht den Künstler Fernando Lemos in seiner Wahlheimat Brasilien und lässt ihn, ohne Kommentare von außen, zu verschiedenen Aspekten seiner Arbeit, aber auch zu anderen Themen wie Kunst, Surrealismus, Portugal und Brasilien zu Wort kommen.
Anhand der Suche nach einem Mädchen auf einer 50 Jahre alten Fotografie oder auch mittels eines vergnüglichen Kartenspiels werden diese Themen hier von Lemos behandelt, etwa die verschiedenen Identitäten, Portugiese oder Brasilianer zu sein, der anhaltende Widerstand gegen den Tod, oder die Eigenarten und Bedeutungen des Lichts.

## Produktion und Rezeption
Luz Teimosa wurde von der Filmgesellschaft Real Ficção produziert, in Koproduktion mit dem öffentlich-rechtlichen Fernsehsender RTP und mit finanzieller Unterstützung der portugiesischen Filmförderungsanstalt ICA und der Fundação EDP, der Kulturstiftung des portugiesischen Energieversorgers Energias de Portugal (EDP), zudem haben sich weitere Unternehmen als kleinere Sponsoren beteiligt.
Der Film feierte am 15. Oktober 2010 im großen Auditorium der Culturgest-Kulturstiftung beim 8. Doclisboa-Filmfestival seine Premiere. Er lief danach auf einer Reihe weiterer internationaler Filmfestivals, darunter die 34. Mostra Internacional de Cinema de São Paulo, das 14. luso-brasilianische Festival von Santa Maria da Feira, das Filmfestival von Gramado 2011 und das Festival Cinematográfico Internacional de Uruguay 2012. Beim Festival Iberoamericano de Cinema de Sergipe (Curta-SE) erhielt der Film 2011 eine Nennung ehrenhalber in der Kategorie Langfilm und wurde bei der portugiesischen Ausgabe des Festivals Temps d’Images als bester portugiesischer Film über Kunstthemen ausgezeichnet.
Luz Teimosa erschien 2011 als DVD bei Real Ficção.